# خوتکای خاکستری
خوتکای خاکستری (نام علمی: Anas gracilis) نام یک گونه از سرده انس است.